# ロックの生まれた日
『ロックの生まれた日』（ロックのうまれたひ）は、1990年7月25日に東芝EMIからリリースされた、東芝EM所属アーティストによるライブ・アルバム。

## 背景
1990年早々、邦楽音楽各雑誌にて、東芝EMIが見開き広告にて、当時の社長・乙骨剛の書による題字「ロックの生まれた日」と書かれたレコード会社主導による大規模なロック・イベントの開催を発表。
東京・大阪の会場名、豪華かつ数多のミュージシャン名の羅列と、当時として非常に廉価な価格設定であったチケット代金1990円を誌上にてアピールした。
上記の見開き広告に始まり、当イベントに関わるアートワークを、マンガイラストレーターのスージー甘金が担当。「ロックの生まれた日」にちなんだ、原始人の笑顔の少年を描いている。そのイラストの中には、ジャケット等から記述された通りにイラストを切り取り、折り曲げていくと、ペーパークラフトが出来上がる仕様になっているものもある。
大阪公演の模様は読売テレビ、東京公演の模様はTBSテレビでオンエアされた。

## 解説
本作は、1990年4月28日に大阪城野外音楽堂、同月30日に東京日比谷野外音楽堂で開催された東芝EMI創立30周年を記念したロック・イベントの模様をCDと映像作品にて発売したもの。
CDと映像作品では収録曲と曲数が異なり、また楽曲によっては収録された曲順が異なるものも存在する。
参加ミュージシャンは、すべて東芝EMI所属であり、本来のソロ若しくはバンド単位での出演ではなく、この2回限りの最小2人〜最大5人で結成されたユニットにて出演した。掛け持ちして2つのユニットに出演したミュージシャンも見受けられた。
ユニット名はメンバーの血液型からとったものや、昔存在したバンドのパロディ、メンバーの苗字の頭文字から名付けたものなど、こだわった一面を見せている。
さらに、それらのユニットにて披露された楽曲も邦楽・洋楽のカバーから、このイベントのために制作された未発表の新曲まで、バラエティに富んだ構成となった。

## 参加ミュージシャン
- VIVA
  - 伊藤銀次／ちわきまゆみ／ブラボー小松／マーシー（EARTHSHAKER）
- OBOB
  - 田中一郎／中村義人（横道坊主）／今井秀明（横道坊主）
- 黒い三角定規
  - 三宅伸治（MOJO CLUB）／手塚稔（THE PRIVATES）／青木真一（TEARDROPS）
- ABO
  - 高野寛／松下里美／佐木伸誘
- THE TURBO WHEEL CHAIR
  - 高橋幸宏／ちわきまゆみ／高野寛／大村憲司
- SMI
  - 忌野清志郎（THE RC SUCCESSION）／坂本冬美／三宅伸治（MOJO CLUB）／小林和生（THE RC SUCCESSION）／ケニー・モズレー
- ひまわり
  - 延原達治（THE PRIVATES）／山口冨士夫（TEARDROPS）

## SMI
忌野清志郎、坂本冬美、三宅伸治、小林和生、ケニー・モズレーの5名にて結成。
ユニット名のSMIは、坂本、忌野、三宅の頭文字からと、EMIの捩りの2つから。
上述のイベント発表時よりロック畑の参加ミュージシャンの中にひとりだけ演歌の坂本の名前があることから開催当日まで大きな話題のひとつになっていた。
忌野と坂本に関する逸話として、RCサクセションの『COVERS』制作時、忌野は坂本に初めて参加オファーをしたが、その理由として1987年の初冬、忌野が自身の初ソロ・アルバム『RAZOR SHARP』取材対応のため東芝EMI社内に居た時に社内で流れた坂本のデビュー曲「あばれ太鼓」を聴いて非常に歌声が気に入ったためと、当時のインタビューで語っている。
ライブでSMIの5人は、坂本が三つ編みの髪型に眼鏡をかけたセーラー服姿、忌野・小林・三宅は詰襟の学生服、ケニーが西郷隆盛のコスプレで登場した。
忌野はこのライブのMCで「今、私が一番気に入っているボーカリスト、演歌の星、坂本冬美!」と坂本を紹介した。
このライブ・イベントでSMIは「PURPLE HAZE 音頭」「真冬の帰り道」「AND I LOVE HER」「逢いたくて逢いたくて」「ベートーベンをぶっとばせ」「高校3年生」「DAY DREAM BELIEVER」の7曲を披露しているが、「DAY DREAM BELIEVER」はテレビ放映のみの披露にとどまり、本項のCDや映像作品には収録されていない。
なお、ザ・タイマーズのZERRYではなく、RCサクセションの忌野として「DAY DREAM BELIEVER」を客前ライブにて披露した稀有なパフォーマンスでもあった。
SMIは、このライブ・イベントのみで活動を終えたが、ライブ終了の後日に発売された音楽雑誌「ROCKIN' ON JAPAN」1990年7月号にて、今後の主だった活動予定が無いにもかかわらず、特集記事が組まれるほどの反響であった。
翌1991年、忌野・坂本・細野晴臣によるHISの活動にてSMIは継承されている。

## 収録曲

### CD
1. ZIGGY STARDUST／VIVA
2. GUD BUY T'JANE／VIVA
3. BACK IN THE U.S.S.R／VIVA
4. WAR BABIES／OBOB
5. SLOW DOWN～CLAP YOUR HANDS BOOGIE／OBOB
6. YER BLUES／黒い三角定規
7. SOMETHING／黒い三角定規
8. HANDLE WITH CARE／ABO
9. I WANT YOU TO WANTO ME／ABO
10. Mr.MOONLIGHT／ひまわり
11. ロックの生まれた日／ひまわり
12. I SAW THE LIGHT／THE TURBO WHEEL CHAIR
13. HELPRESS／THE TURBO WHEEL CHAIR
14. WE CAN WORK IT OUT／THE TURBO WHEEL CHAIR
15. PURPLE HAZE 音頭／SMI
16. AND I LOVE HER／SMI
17. 逢いたくて逢いたくて／SMI
18. ベートーベンをぶっとばせ／SMI
19. 高校3年生／SMI

### カセットテープ
SIDE 1
1. ZIGGY STARDUST／VIVA
2. GUD BUY T'JANE／VIVA
3. BACK IN THE U.S.S.R／VIVA
4. WAR BABIES／OBOB
5. SLOW DOWN～CLAP YOUR HANDS BOOGIE／OBOB
6. YER BLUES／黒い三角定規
7. SOMETHING／黒い三角定規
8. HANDLE WITH CARE／ABO
9. I WANT YOU TO WANTO ME／ABO

SIDE 2
1. Mr.MOONLIGHT／ひまわり
2. ロックの生まれた日／ひまわり
3. I SAW THE LIGHT／THE TURBO WHEEL CHAIR
4. HELPRESS／THE TURBO WHEEL CHAIR
5. WE CAN WORK IT OUT／THE TURBO WHEEL CHAIR
6. PURPLE HAZE 音頭／SMI
7. AND I LOVE HER／SMI
8. 逢いたくて逢いたくて／SMI
9. ベートーベンをぶっとばせ／SMI
10. 高校3年生／SMI

### VHS・LD
1. BACK IN THE U.S.S.R／VIVA
2. 20TH CENTURY BOY／VIVA
3. WAR BABIES／OBOB
4. SLOW DOWN／OBOB
5. とんづら／黒い三角定規
6. HANDLE WITH CARE／ABO
7. I SAW THE LIGHT／THE TURBO WHEEL CHAIR
8. VENUS／THE TURBO WHEEL CHAIR
9. WE CAN WORK IT OUT／THE TURBO WHEEL CHAIR
10. PURPLE HAZE 音頭／SMI
11. 真冬の帰り道／SMI
12. ベートーベンをぶっとばせ／SMI
13. 高校3年生／SMI
14. ロックの生まれた日／ひまわり